# Argentina-Singapura em futebol
Argentina-Singapura em futebol refere-se ao confronto entre as seleções da Argentina e da Singapura no futebol.

## Histórico
Histórico do confronto entre Argentina e Singapura no futebol profissional, categoria masculino:
| Data                | Cidade              | País      | Jogo                  | Resultado | Competição    | Referências |
| 13 de junho de 2017 | Cidade da Singapura | Singapura | Singapura - Argentina | 0–6       | jogo amigável | [ 1 ]       |

## Estatísticas
- Atualizado até 26 de março de 2019 [2]

| Equipe    | Jogos | Vitórias | Empates | Gols marcados |
| --------- | ----- | -------- | ------- | ------------- |
| Argentina | 1     | 1        | 0       | 6             |
| Singapura | 1     | 0        | 0       | 0             |

### Números por competição
| Competição    | Jogos | Vitórias da Argentina | Empates | Vitórias da Singapura | Gols da Argentina | Gols da Singapura |
| ------------- | ----- | --------------------- | ------- | --------------------- | ----------------- | ----------------- |
| Jogo amigável | 1     | 1                     | 0       | 0                     | 6                 | 0                 |
| Total         | 1     | 1                     | 0       | 0                     | 6                 | 0                 |

### Artilheiros
- Atualizado até 26 de março de 2019

| Gols  | Argentina                                                                                 | Singapura |
| ----- | ----------------------------------------------------------------------------------------- | --------- |
| 1 gol | Ángel Di María, Federico Fazio, Joaquín Correa, Leandro Paredes, Lucas Alario, Papu Gómez | -         |
| Total | 6                                                                                         | 0         |